# Ectopria vermiculata
Ectopria vermiculata är en skalbaggsart som beskrevs av Champion 1897. Ectopria vermiculata ingår i släktet Ectopria och familjen Psephenidae. Inga underarter finns listade i Catalogue of Life.